# Yonas Fissahaye
Yonas Fissahaye (6 de gener de 1991) és un ciclista eritreu. Participa en diferents curses del calendari de l'UCI Àfrica Tour.

## Palmarès
- 2011
  - Vencedor d'una etapa al Tour d'Eritrea
- 2016
  - 1r al Circuit d'Asmara